# The Animals (album)
The Animals is het debuutalbum van de Britse popgroep The Animals. Er bestaat een Britse versie, die in oktober 1964 uitkwam, en een Amerikaanse versie, die een maand eerder, in september 1964, verscheen. De inhoud van de twee versies verschilt aanzienlijk; slechts zeven nummers (van de twaalf) staan op allebei de versies. Alle nummers op beide versies zijn covers van bestaande liedjes; geen enkel nummer is speciaal voor dit album geschreven.
De Amerikaanse versie haalde op 31 oktober 1964 de zevende plaats in de albumhitparade Billboard 200 en bleef drie weken op die plek. De Britse versie bereikte op 14 november 1964 de zesde plaats in de UK Albums Chart.

## Amerikaanse versie

### Nummers
| Nr. | Titel                        | Schrijver(s)                              | Duur |
| --- | ---------------------------- | ----------------------------------------- | ---- |
| 1.  | The house of the rising sun  | traditional, gearrangeerd door Alan Price | 2:59 |
| 2.  | The girl can't help it       | Bobby Troup                               | 2:20 |
| 3.  | Blue feeling                 | Jimmy Henshaw                             | 2:28 |
| 4.  | Baby let me take you home    | Wes Farrell, Bert Russell                 | 2:18 |
| 5.  | Night time is the right time | Lew Herman                                | 3:42 |
| 6.  | Talkin' 'bout you            | Ray Charles                               | 1:55 |

| Nr. | Titel                         | Schrijver(s)                  | Duur |
| --- | ----------------------------- | ----------------------------- | ---- |
| 1.  | Around and around             | Chuck Berry                   | 2:44 |
| 2.  | I'm in love again             | Dave Bartholomew, Fats Domino | 2:59 |
| 3.  | Gonna send you back to Walker | Johnnie Mae Matthews          | 2:22 |
| 4.  | Memphis, Tennessee            | Chuck Berry                   | 3:04 |
| 5.  | I'm mad again                 | John Lee Hooker               | 4:15 |
| 6.  | I've been around              | Fats Domino                   | 1:35 |

## Britse versie

### Nummers
| Nr. | Titel                  | Schrijver(s)                              | Duur |
| --- | ---------------------- | ----------------------------------------- | ---- |
| 1.  | Story of Bo Diddley    | Elias McDaniel                            | 5:40 |
| 2.  | Bury my body           | traditional, gearrangeerd door Alan Price | 2:53 |
| 3.  | Dimples                | John Lee Hooker, James Bracken            | 3:20 |
| 4.  | I've been around       | Fats Domino                               | 1:40 |
| 5.  | I'm in love again      | Dave Bartholomew, Fats Domino             | 3:04 |
| 6.  | The girl can't help it | Bobby Troup                               | 2:24 |

| Nr. | Titel                        | Schrijver(s)               | Duur |
| --- | ---------------------------- | -------------------------- | ---- |
| 1.  | I'm mad again                | John Lee Hooker            | 4:18 |
| 2.  | She said yeah                | Roddy Jackson, Don Christy | 2:22 |
| 3.  | Night time is the right time | Lew Herman                 | 3:49 |
| 4.  | Memphis, Tennessee           | Chuck Berry                | 3:08 |
| 5.  | Boom boom                    | John Lee Hooker            | 3:20 |
| 6.  | Around and around            | Chuck Berry                | 2:45 |

### Extended play
In juli 1965 verscheen in het Verenigd Koninkrijk een extended play (ep) met vier nummers van de Britse versie van het album The Animals: I'm in love again, Bury my body, I'm mad again en She said yeah. De ep heette simpelweg The Animals, maar wordt wel The Animals 2 genoemd, want in maart 1965 was ook al een ep met de naam The Animals verschenen.